# 1, 2, 3, 4 …
1, 2, 3, 4 … ist das sechste Studioalbum des deutschen Sängers, Produzenten und Komponisten Stephan Remmler, das im Jahr 2006 erschien. Co-Produzent war Remmlers ältester Sohn Cecil Remmler. Das Album ist als ein „Kollaborations-Album“ konzipiert, d. h. annähernd alle Lieder des Albums wurden von anderen Künstlern, darunter Deichkind, Seeed, Thomas D oder 2raumwohnung, bearbeitet.

## Musikalische Beschreibung
Während Remmlers Vorgängeralben, die in den späten 1980er und 1990er Jahren erschienen, eher der Rockmusik oder dem Schlager zuzuordnen waren, ist 1, 2, 3, 4 … eher elektronisch-minimal geraten. Dies gilt für die von Remmler und seinem Sohn Cecil gemeinsam produzierten Titel. Dagegen fallen die Überarbeitungen der Kollaboratoren facettenreich aus: Handsome Hank präsentiert Let’s Come To Elvis im Country-Stil, während die Überarbeitung von Ich muss ins Krankenhaus von Café Drechsler dem Jazz zuzuordnen ist.
Textlich behandeln vor allem die Neukompositionen vordringlich das Thema des Alterns. So beschreibt Remmler in Die Luft ist raus mangelnde Ausdauer beim Geschlechtsverkehr oder beschreibt in Mach den Sarg auf die Furcht, lebendig begraben zu werden.

## Entstehung
Stephan Remmler hat das gesamte Album gemeinsam mit seinem ältesten Sohn Cecil Remmler produziert, welcher zu diesem Zeitpunkt 17 Jahre alt war. Aufgenommen wurde es in Remmlers Anwesen auf der Kanarischen Insel Lanzarote. Cecil Remmler produzierte hauptsächlich die Beats für 1, 2, 3, 4 …. Die Arbeiten an dem Album waren bereits abgeschlossen, als die Idee entstand, die Lieder von anderen Künstlern überarbeiten zu lassen. Es wurde eine Liste von Wunschkandidaten erstellt. Die einzige Absage erteilte Judith Holofernes, die im Lied Frauen sind böse mitsingen sollte.

## Rezeption
Michael Schuh vom Musikportal laut.de hebt positiv Remmlers Stimme hervor und lobt Remmlers Fähigkeit „scharfkantige Zeilen“ verfassen zu können. Die Zusammenarbeit mit den Kollaboratoren bezeichnet er als „nette Gesten“. Einzelnen Liedern bescheinigt Schuh, dass sie sich schnell abnutzen (Frauen sind böse) oder billig klingen (Vogel der Nacht).
In den deutschen Albumcharts platzierte sich das Album auf Platz 60. Keine der beiden aus dem Album ausgekoppelten Singles konnte sich in den Charts platzieren.

## Titelliste
Das Album erschien in einer Standard- und in einer Extended Version. Die Extended Version enthält auf CD1 die Titel der Standard Edition, auf CD2 zusätzliche Lieder sowie eine DVD, auf der alle Kollaboratoren von der Zusammenarbeit mit Stephan Remmler berichten. Auf der DVD finden sich des Weiteren Interviews mit Stephan Remmler und eine Reihe von Musikvideos zu den Liedern des Albums.
CD1
1. Broken Hearts For You And Me (The Ghost Ryder Mix) 3:02
2. Einer muss der Beste sein (Ich ich ich) 2:54
3. Mach den Sarg auf (Dust Digger Mix von Berger & Seeeds Illvibe And Based feat. The Incredible Seeed Horns) 3:30
4. Ich muss ins Krankenhaus 2:36
5. Gestern Abend (Du und ich) (Haus Erika Mix feat. Thomas D) 4:15
6. Frauen sind böse (Original Album-Version) 3:03
7. 1, 2, 3, 4 (eins zwei drei vier) 3:03
8. Kummer (feat. Phillep von Deichkind) 3:28
9. Let’s Go To Elvis 3:06
10. Sag mir wen du liebst 2:35
11. Vogel der Nacht (Bus Remix) 4:56
12. World Famous In Germany (NDW Mix) 3:22
13. Die Luft ist raus 3:10
14. SR Extra Loop 0:14
15. Let’s Go To Elvis (Remix von Handsome Hank and The Lonesome Boys) 3:43
16. Frauen sind böse mit Heinz Strunk 2:56

CD2
1. Mach den Sarg auf 2:10
2. Halt mich fest ich werd verrückt 2:52
3. Halt mich fest ich werd verrückt (El*ke) 3:12
4. Im Krankenhaus (mit Dr. Englert – Dr. Englert und die Ärzte) 3:18
5. Im Krankenhaus (mit Café Drechsler) 3:35
6. Kummer – [re:jazz] 3:27
7. Kummer 3:48
8. Gestern Abend 3:04
9. Einer muss der Beste sein (Der Nabel der Welt) (TTT Remix) 3:13
10. Let’s go to Elvis (Señor Coconut's Electrolatino Remix) 3:52
11. Sag mir wen du liebst (Sag’s mir in Rio) - Rodrigo Sha & David Villefort 3:40
12. Frauen sind böse (2raummix)
13. Frauen sind böse (Single Mix) 2:55
14. 1, 2, 3, 4 (eins zwei drei vier) (Lowflow Version) 3:39
15. World Famous in Germany (Le Mix) 2:56
16. Broken Hearts for you and me 3:10